# Potentilla taurica
Potentilla taurica är en rosväxtart som beskrevs av Carl Ludwig von Willdenow och Diederich Franz Leonhard von Schlechtendal. Potentilla taurica ingår i Fingerörtssläktet som ingår i familjen rosväxter. Inga underarter finns listade i Catalogue of Life.